# Émanville (Eure)
Émanville ist eine französische Gemeinde mit 544 Einwohnern (Stand: 1. Januar 2022) im Département Eure in der Region Normandie. Sie gehört zum Arrondissement Bernay und zum Kanton Le Neubourg. Die Einwohner werden Émanvillais genannt.

## Geografie
Émanville liegt etwa 17 Kilometer westnordwestlich von Évreux auf der Hochebene von Le Neubourg. Umgeben wird Émanville von den Nachbargemeinden Combon im Norden, Le Tilleul-Lambert im Nordosten, Ormes im Osten, Portes im Südosten, Faverolles-la-Campagne im Süden, Berville-la-Campagne im Süden und Südwesten, Barquet im Westen und Südwesten sowie Le Plessis-Sainte-Opportune im Westen und Nordwesten.

## Bevölkerungsentwicklung
| Jahr                      | 1962 | 1968 | 1975 | 1982 | 1990 | 1999 | 2006 | 2013 |
| Einwohner                 | 348  | 291  | 361  | 363  | 419  | 464  | 524  | 591  |
| Quelle: Cassini und INSEE |      |      |      |      |      |      |      |      |

## Sehenswürdigkeiten

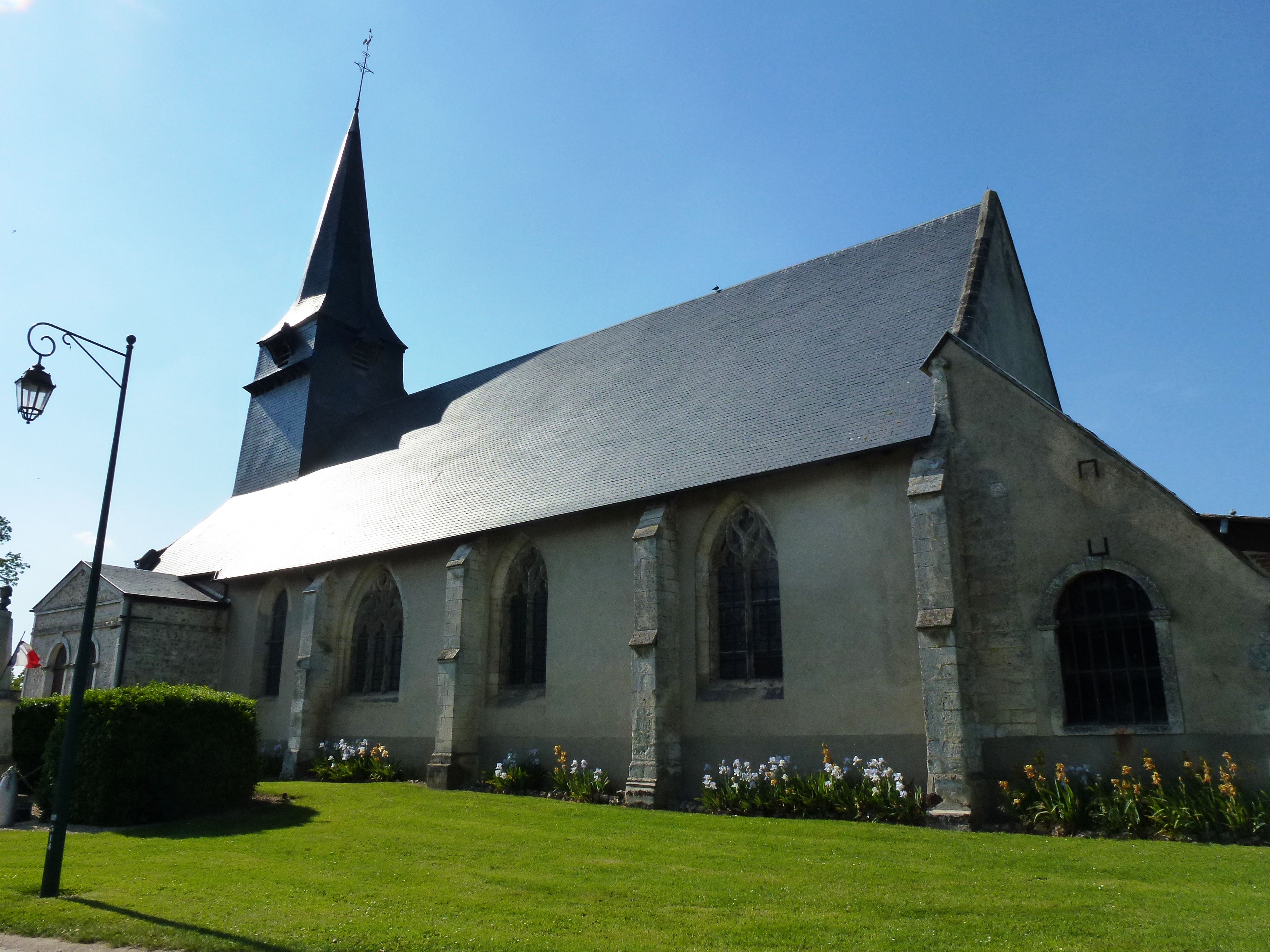
Kirche Saint-Étienne

- Kirche Saint-Étienne